# Piede torto congenito
Il piede torto congenito (anche noto come piede equino) è una malformazione del piede presente alla nascita, caratterizzato da atteggiamento errato e persistente che impedisce un normale appoggio a terra e contraddistinto da un'eziologia complessa.

## Eziologia
Le cause non sono note, ma le ipotesi sono riconducibili a due teorie: una sostiene un difetto durante l'embriogenesi, l'altra una formazione normale con coinvolgimento dell'utero e della pressione da esso esercitata nel mancato corretto posizionamento del piede. Può, in casi rari, essere associato alla displasia congenita dell'anca.

## Caratteristiche
Definizioni caratteristiche:
- L'equinismo è l'atteggiamento del piede con iperflessione plantare superiore ai 90°, che può essere dovuto ad una retrazione del tendine di Achille, mentre il talismo è la deformità inversa con un'iperflessione dorsale del piede;
- Il varismo è la deviazione all'interno dell'asse longitudinale del piede, mentre il valgismo è il suo opposto;
- La supinazione è l'atteggiamento che solleva la pianta del piede sul lato interno dello stesso ovvero l'appoggio prevalente sul lato esterno, mentre la pronazione porta al sollevamento della pianta del piede sul lato esterno ovvero l'appoggio prevalente sul lato interno. Ci sono vari gradi di supinazione e pronazione. Una lieve supinazione rilevabile con il consumo della suola sul lato esterno della scarpa è comune e non considerato patologico.

## Tipologia
Presenta varie forme:
- piede equino-varo-supinato, che costituisce il 70% dei casi
- piede talo-valgo-pronato, 10% dei casi
- metatarso varo o adotto, 15% dei casi
- piede piatto-valgo o reflesso, 5% dei casi

### Piede equino-varo-supinato
È la deformazione più frequente tra quelle elencate e si presenta in un caso ogni mille nati vivi, nella metà dei quali casi bilateralmente. Dal punto di vista anatomico, l'astragalo scivola in avanti e medialmente, mentre la faccia posteriore del calcagno è sollevata, in equinismo, dal tendine di Achille. Lo scafoide invece si medializza. In questo modo la deambulazione viene effettuata sulla faccia esterna del piede, in posizione supinata, dove si formano callosità dovute all'attrito determinato dall'astragalo e dal cuboide, che risulta sublussato medialmente. Inoltre la tibia è ruotata verso l'interno, portando a varismo dell'articolazione.

#### Trattamento
La terapia dev'essere precoce, nelle prime settimane di vita, per una buona riuscita della stessa e si effettua con manipolazioni seguite dall'uso di apparecchio gessato. Dopo il terzo mese si procede con un intervento chirurgico per l'allungamento del tendine di Achille, associato in base alla necessità a capsulotomia e ad allungamento di altri tendini muscolari. Se effettuato in età avanzata, può rendersi necessaria l'osteotomia. Il metodo definito Ponseti (dal nome del suo ideatore, il medico ortopedico Ignacio Ponseti) attualmente è il gold standard assoluto per il trattamento del piede torto congenito.

### Piede talo-valgo-pronato
È la condizione opposta alla precedente: astragalo e calcagno, e di conseguenza il piede, sono flessi dorsalmente, in posizione di talismo, mentre l'avampiede è pronato e il retropiede è valgo.

#### Trattamento
Il trattamento si basa sulla terapia fisica e sull'uso di apparecchi gessati, solitamente sufficienti per la correzione.

### Metatarso varo o adotto
Il metatarso varo viene considerato una forma incompleta di piede torto congenito in cui l'interessamento è limitato all'avampiede, che risulta varo.

#### Trattamento
Può essere corretto con terapia fisica e apparecchi gessati oppure con intervento chirurgico di capsulotomia associata a sezione del muscolo adduttore dell'alluce.

### Piede piatto-valgo o reflesso
È una condizione molto rara e grave in cui si ha sostanzialmente un sovvertimento dell'arcata del piede con la verticalizzazione dell'astragalo e del calcagno, sì che la faccia concava del piede non è più quella plantare, ma quella dorsale.